# Bronzeschwanz-Buffonkolibri
Die Bronzeschwanz-Buffonkolibri (Chalybura urochrysia), auch Straußkolibri genannt, ist eine Vogelart aus der Familie der Kolibris (Trochilidae). Die Art hat ein großes Verbreitungsgebiet, das Teile der Länder Nicaragua, Costa Rica, Panama, Kolumbien und Ecuador umfasst. Der Bestand wird von der IUCN als „nicht gefährdet“ (least concern) eingeschätzt.

## Merkmale
Der Bronzeschwanz-Buffonkolibri erreicht eine Körperlänge von etwa 10 bis 12 cm bei einem Gewicht der Männchen von 7,1 g und der Weibchen von 6,1 g. Er hat rote bzw. pinke-farbene Beine. Der Schnabel ist schwarz, wobei etwa die Hälfte des Unterschnabels von der Basis aus eine blassrosa Färbung hat. Das Männchen ist auf der Oberseite metallisch grün. Die Unterseite glitzert grün, wobei der Schwanz bronzegrün ist. Die verlängerten, flauschigen Unterschwanzdecken sind weiß. Das Weibchen ist auf der Unterseite grau und weist seitlich grüne Flecken auf. Die Unterschwanzdecken sind gräulich weiß, die seitlichen Steuerfedern gräulich gefleckt. Männliche Jungvögel sind typischerweise etwas matter in den Farben als ausgewachsene Exemplare. Bei beiden Geschlechtern haben Jungvögel auf dem Oberkopf, Nacken und am Bürzel gelbbraune bis zimtfarbene Fransen.

## Verhalten und Ernährung
Ihren Nektar holen Bronzeschwanz-Buffonkolibris vorwiegend an Blüten von großen Kräutern wie Renealmia, Costus und insbesondere Helikonien sowie Büschen der Gattung Carapichea, Malvaviscus und der Familie der Akanthusgewächse. Außerdem fliegen sie Waldepiphyten der mittleren Straten, die unteren Baumkronen von Heidekraut-, Gesnerien- und Bromeliengewächsen sowie Bäume aus dem Unterholz an Waldrändern oder Waldlücken der Gattung Inga, Symphonia und Hamelia an. Der Bronzeschwanz-Buffonkolibri agiert an seinen Nektarquellen äußerst aggressiv und dominant. Insbesondere die Männchen verteidigen mit aller Macht ihr reichhaltiges Revier. Nicht selten fangen Bronzeschwanz-Buffonkolibris Mücken, indem sie bei der Jagd von ihren Sitzplätzen auf den Zweigen des oberen Unterholzes stürmen. Gelegentlich picken sie auch Gliederfüßer von den Blättern. Seltener sind vor allem die Weibchen im Schwirrflug unterwegs, um so Insekten zu erbeuten. Zu den Gliederfüßern, die sie fressen, gehören meist Fliegen und kleinere Wespen. Seltener sind Ameisen, Schnabelkerfen oder Spinnen ihre Beute.

## Lautäußerungen
Mutmaßlich besteht der Gesang der Bronzeschwanz-Buffonkolibris aus weichen, nasalen, kratzigen und trillernden Tönen, die wie ter-twii-ii-ii-ii-ii....ter-twii-ii-ii... klingen. Jagend klingt der Ruf wie ein langgezogenes abnehmendes Schnattern. Andere Laute beinhalten ein lautes tschup und tschip sowie kürzeres Geschnatter.

## Fortpflanzung
In Costa Rica ist die Brutsaison im Dezember und noch häufiger von Februar bis Mai. Im Westen Kolumbiens gibt es von Februar bis April Brutaktivitäten. Männchen in Brutstimmung attackieren auch Weibchen, die ihr Revier auf der Nahrungssuche durchstreifen. Das kelchartige tiefe Nest besteht aus hellfarbenen Pflanzen und Fasern sowie Spinnweben. Die Außenseite wird reichlich mit grünem Moos und wenigen Flechtenstückchen verziert. Das Nest wird in 0,5 bis 1,5 Meter über dem Boden im Gestrüpp in der Nähe von Flüssen oder Pfaden angebracht. Die Unterart Chalybura urochrysia melanorrhoa baut ihr Nest im Unterholz des Waldes.

## Verbreitung und Lebensraum

Verbreitungsgebiet des Bronzeschwanz-Buffonkolibris

Der Bronzeschwanz-Buffonkolibri lebt in den mittleren Straten von feuchten Wäldern, an Waldrändern, angrenzender Sekundärvegetation und halboffenen Gebieten wie Kakao-Plantagen, schattigen Gärten etc. Er meidet offenes Gelände. In Costa Rica bewegt er sich in Höhenlagen zwischen Meeresspiegel und 700 Metern. In Kolumbien ist er bis in Höhenlagen um 900 Meter präsent.

## Unterarten
Es sind drei Unterarten bekannt:
- Chalybura urochrysia melanorrhoa Salvin, 1865[3] kommt in Nicaragua und in Costa Rica vor. Das Männchen glitzert auf der Unterseite dunkelgrün, der Bauch ist dunkel bronzefarben. Die Unterschwanzdecken sind rußig schwarz und weniger langgezogenen wie in der Nominatform. Die Oberseite ist dunkel bronzegrün, die Oberschwanzdecken sind lila bronzefarben und der Schwanz violett schwarz. Das Weibchen ist auf der Unterseite dunkel grau und hat deutlich mehr grüne Flecken als die Nominatform. Der Schwanz ist wie bei den Männchen, nur dass die seitlichen Steuerfedern zusätzlich grau gefleckt sind.[1]
- Chalybura urochrysia isaurae (Gould, 1861)[4] kommt im östlichen und westlichen Panama sowie im Nordwesten Kolumbiens vor. Das Männchen glitzert auf der Unterseite bläulich grün. Kehle und Brust sind blau. Der Schwanz wirkt hell bronzefarben. Das Weibchen ist insgesamt blasser, das Grau der Unterseite weist keine Flecken auf.[1]
- Chalybura urochrysia urochrysia (Gould , 1861)[5][A 1] – die Nominatform – kommt im südöstlichen Panama, dem nördlichen zentralen und westlichen Kolumbien bis in den Nordwesten Ecuadors vor.

C. u. incognita Griscom, 1928 wird als Synonym für C. u. saurae betrachtet. C. u. intermedia Hartert, E & Hartert, C, 1894 wird von manchen Autoren als Unterart des Blauschwanz-Buffonkolibris betrachtet, wiederum andere Autoren betrachten ihn sogar als eigene Art. Chalybura carnioli, eine Art, die George Newbold Lawrence 1865 beschrieb, wird heute als Synonym für C. u. melanorrhoa betrachtet.

## Migration
Von C. u. melanorrhoa  ist bekannt, dass diese Unterart als Strichvogel saisonal je nach Blütenstand in andere Gebiete weiter zieht. Über das Zugverhalten der anderen Unterarten ist nichts bekannt.

## Etymologie und Forschungsgeschichte
Ursprünglich beschrieb John Gould den Bronzeschwanz-Buffonkolibri unter dem Namen Hypuroptila urochrysia. Das Typusexemplar wurde von Józef Warszewicz Ritter von Rawicz (1812–1866) in der Umgebung von Panama-Stadt gesammelt. Im Jahr 1854 führte Heinrich Gottlieb Ludwig Reichenbach den neuen Gattungsnamen Chalybura u. a. für den Blauschwanz-Buffonkolibri ein. Dieser Name ist ein Wortgebilde aus dem griechischen χάλυψ, χάλυβος chályps, chálybos für „Stahl“ und -οὐρός, οὐρά -ourós, ourá für „-schwänzig, Schwanz“. Der Artname urochrysia setzt sich aus den griechischen Wörtern οὐρά ourá für „Schwanz“ und χρύσεος, χρυσός chrýseos, chrysós für „golden, Gold“ zusammen. Isaurae wurde Gould von Charles Lucien Jules Laurent Bonaparte (1803–1857) vorgeschlagen und ist Elisabeth Isaure Guéneau de Montbeillard Baronesse de La Fresnaye (1802–1893), der zweiten Frau von Frédéric de Lafresnaye gewidmet. Melanorrhoa leitet sich von μέλας, μελανός mélas, melanós für „schwarz“ und ὄρρος órros für „Bürzel, Steiß“ ab. Intermedia leitet sich vom lateinische Wort intermedius für „intermediär, dazwischenliegend“ ab. Incognita, incognitus ist das lateinische Wort für „unbekannt nicht identifiziert“. Es setzt sich aus den Worten in- für „nicht, un-“ und cognitus, cognoscere für „bekannt, erkennen“ zusammen. Carnioli ist dem deutschstämmigen Sammler Julian Garnigohl Grasneck (1807–1885) gewidmet.